# Volo Saudia 163
Il volo Saudia 163 era un volo di linea passeggeri internazionale partito dall'aeroporto Internazionale Jinnah, in Pakistan, e diretto all'aeroporto Internazionale di Gedda-Re Abd al-Aziz, in Arabia Saudita, con scalo intermedio nella capitale saudita, Riad. Il 19 agosto 1980, un Lockheed L-1011 Tristar operante su tale tratta ha preso fuoco poco dopo la partenza dall'aeroporto internazionale di Riad, in rotta verso la destinazione finale. L'incendio divampato a bordo ha causato la morte di tutti i 301 occupanti del velivolo, 287 passeggeri e 14 membri dell'equipaggio. Rimane tuttora, al 2024, uno tra i dieci incidenti con più vittime nella storia dell'aviazione.

## L'aereo
L'aereo coinvolto nell'incidente era un Lockheed L-1011 TriStar, immatricolato in Arabia Saudita HZ-AHK. Effettuò il primo volo il 13 luglio 1979 e fu consegnato a Saudia circa un mese dopo, il 21 agosto 1979.

## L'incidente
Il volo 163 partì dall'aeroporto internazionale Qu'aid-e-Azam (ora aeroporto internazionale Jinnah) di Karachi, in Pakistan, alle 18:32 ora locale (13:32 UTC), diretto all'aeroporto internazionale di Gedda, in Arabia Saudita, con scalo all'aeroporto internazionale di Riad. Il volo arrivò allo scalo intermedio alle 19:06 (16:06 UTC). Dopo due ore di sosta per il rifornimento e per il carico/scarico passeggeri, il volo ripartì alle 21:08 (18:08 UTC) diretto a Gedda, la destinazione finale.
Quasi sette minuti dopo il decollo, i piloti ricevettero un avviso di fumo nella stiva. I successivi quattro minuti trascorsero nel tentativo di verificare gli allarmi; l'ingegnere di volo, Bradley Curtis, tornò nel cockpit quattro minuti dopo, confermando la presenza di fumo. Il comandante Mohammed Ali Khowyter decise di tornare all'aeroporto da cui erano appena partiti, e il primo ufficiale Sami Abdullah M. Hasanain trasmise via radio le proprie intenzioni alle 21:20 (18:20 UTC). Alle 21:25 (18:25 UTC), la manetta del motore numero due (quello centrale) si inceppò a causa del fuoco che aveva bruciato il cavo operativo. In risposta, alle 21:29 (18:29 UTC), il motore fu spento, utilizzando un'altra leva, durante la fase finale dell'avvicinamento.

Alle 21:35 (18:35 UTC), avvicinandosi a Riad, il capitano dichiarò un'emergenza. Dopo l'atterraggio alle 21:36 (18:36 UTC), il jet si diresse verso una pista di rullaggio, fermandosi dopo 2 minuti e 40 secondi, alle 21:39 (18:39 UTC). I servizi antincendio dell'aeroporto si posizionarono dietro al velivolo, attendendo l'arresto dei motori per poter intervenire. Il Tristar utilizzò tutti i 13 000 piedi (4 000 m) di pista per rallentare, uscire su una taxiway e fermarsi in verso opposto rispetto a quello di atterraggio.

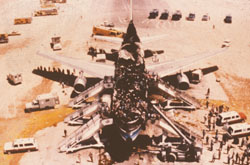
Una foto dell'aereo completamente bruciato, scattata il giorno dopo l'incendio

Una volta fermi, i piloti riferirono di stare per spegnere i motori e iniziare le procedure di evacuazione. Tuttavia, i servizi di emergenza non poterono avvicinarsi poiché i due motori montati sulle ali erano ancora in funzione. Furono finalmente spenti alle 21:42 (18:42 UTC), 3 minuti e 15 secondi dopo l'atterraggio, e da quel momento non ci furono più comunicazioni con l'equipaggio. L'esterno dell'aereo non presentava danni dovuti all'incendio in quel momento, ma le fiamme erano visibili attraverso i finestrini nella parte posteriore dell'aeromobile. 23 minuti dopo l'arresto dei motori, alle 22:05 (19:05 UTC), la porta R2 (seconda porta sul lato destro) venne aperta dal personale di terra. Tre minuti dopo, l'aeromobile esplose e fu consumato dalle fiamme.
Non è noto perché il capitano Khowyter non sia riuscito a far evacuare prontamente il velivolo. Rapporti sauditi affermano che l'equipaggio non riuscì ad aprire le porte in tempo. Si presume che la maggior parte dei passeggeri e degli assistenti di volo sia svenuta durante la fase di atterraggio o che nessuno abbia tentato di aprire le porte dell'aeromobile poiché ancora in movimento. È invece noto che il jet rimase pressurizzato durante e dopo l'atterraggio, il sistema fu infatti trovato in stand-by ed entrambi i portelli quasi completamente chiusi. I boccaporti avrebbero dovuto invece aprirsi al touchdown, allo scopo di depressurizzare il Lockheed. I piloti furono trovati ancora al loro posto e tutte le vittime nella metà anteriore della fusoliera. Furono condotte autopsie su alcuni cittadini non sauditi, incluso l'ingegnere di volo americano. Tutti perirono per inalazione di fumo e non a causa delle ustioni; ciò indica che la morte avvenne prima dell'apertura della porta R2 da parte dei soccorritori. Non è mai stato possibile invece determinare la fonte dell'incendio.

## Passeggeri ed equipaggio
Il capitano del volo 163 era il 38enne Mohammed Ali Khowyter, un saudita assunto da Saudia nel 1965. Aveva pilotato numerose tipologie di aerei: Douglas DC-3, Douglas DC-4, Douglas DC-9, Boeing 707 e Boeing 737. I registri lo descrivevano però come uno studente lento, che aveva la necessità di un addestramento più adeguato. Aveva 7674 ore di volo, di cui 388 sui Lockheed L-1011 TriStar. Il primo ufficiale era il 26enne Sami Abdullah M. Hasanain, unitosi alla compagnia nel 1977. Aveva precedentemente lavorato come apprendista e aveva ricevuto l'autorizzazione a pilotare i TriStar solo undici giorni prima dell'incidente. Ad un certo punto dell'addestramento, tuttavia, a causa delle sue scarse prestazioni, Hasanain era stato cacciato dalla scuola di volo. Aveva volato per 1615 ore, incluse 125 nei TriStar. L'ingegnere di volo era il 42enne Bradley Curtis, un americano assunto dalla compagnia nel 1974. Era qualificato come capitano di Douglas DC-3 ed era stato poi mandato ad addestrarsi nei Boeing 707 e nei 737, ma non era riuscito a qualificarsi né come capitano né come primo ufficiale poiché non soddisfaceva i requisiti minimi. Per mantenere il posto di lavoro, aveva dovuto pagare di tasca propria la formazione come ingegnere di volo sui L-1011. Curtis aveva volato per 650 ore, di cui 157 nei TriStar.
82 dei passeggeri erano saliti a Karachi, in Pakistan, mentre i restanti 205 a Riad, in Arabia Saudita. Per la maggior parte erano pellegrini religiosi sauditi e pakistani in viaggio verso La Mecca per una tradizionale vacanza in Ramadan. Oltre ai sauditi e ai pakistani, c'erano 32 pellegrini iraniani. C'era anche un piccolo numero di passeggeri provenienti da vari paesi, che si stavano dirigendo a Gedda per ragioni diplomatiche.

## Le indagini
L'inchiesta rivelò che l'incendio era iniziato nella sezione C3 della stiva, nella parte posteriore del Tristar.
Il fuoco fu così intenso da bruciare il pavimento della cabina, facendo avanzare, prima dell'atterraggio, i passeggeri seduti in quella zona. Funzionari sauditi trovarono due stufe a butano nei resti bruciati dell'aereo, e un estintore portatile usato vicino a una di esse. Una delle prime ipotesi fu che il fuoco era partito dalla cabina passeggeri quando qualcuno utilizzò il gas infiammabile della stufa per riscaldare l'acqua per il tè. L'indagine non ha mai trovato prove a sostegno di questa teoria.

### Cambiamenti nelle procedure

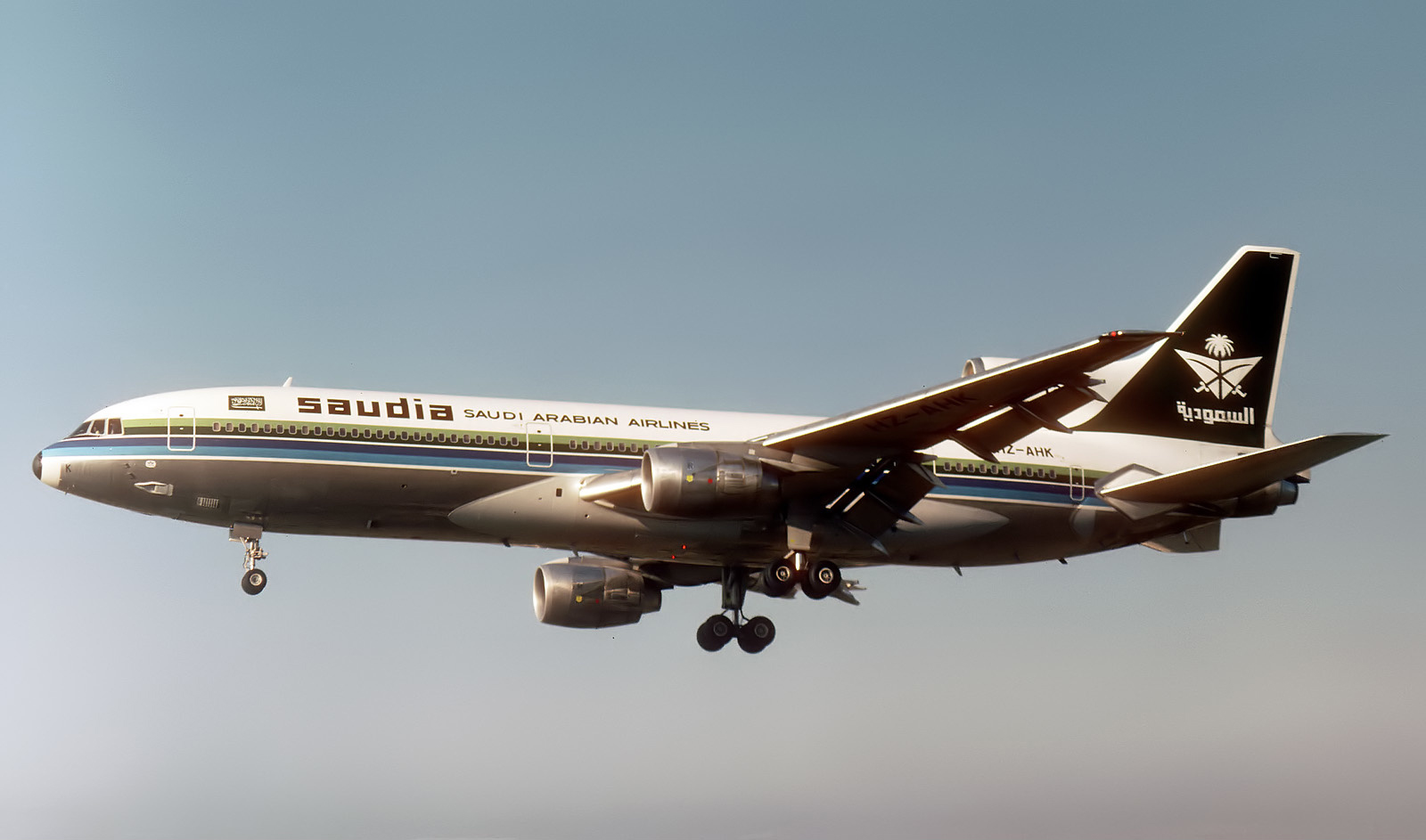
HZ-AHK, l'aereo coinvolto nell'incidente, all'Aeroporto di Londra Heathrow nel settembre 1979.

Dopo l'incidente, la compagnia aerea ha rivisto le sue procedure di addestramento e di emergenza. Lockheed ha rimosso l'isolamento da sopra la parte posteriore della stiva e ha aggiunto un rinforzo strutturale in vetro laminato. Il National Transportation Safety Board ha raccomandato l'utilizzo di estintori alometanici invece degli estintori portatili tradizionali.

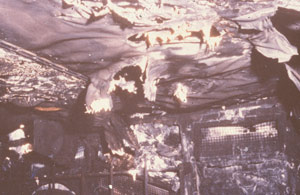
I resti del compartimento cargo C3, dal quale si sospetta sia iniziato l'incendio

#### Gestione delle risorse dell'equipaggio
Il volo 163 ha evidenziato l'ulteriore necessità di un progresso nella gestione delle risorse dell'equipaggio. Ciò è sottolineato dalle carenze nella comunicazione, che hanno impedito all'equipaggio di iniziare l'evacuazione dell'aereo. Questi "vuoti" sono in parte permessi dalle cosiddette "distanze di potere" tra superiori e sottoposti negli ambienti lavorativi di tutte le società, ma che risaltano di più in alcuni tipi di lavoro. "Nelle culture con distanze di potere molto elevate, i giovani non mettono in discussione i superiori, e i leader possono essere autocratici", portando a situazioni in cui un primo ufficiale ha difficoltà a mettere in discussione le decisioni prese dal capitano, anche se errate; queste condizioni potrebbero essere state presenti sul volo Saudia 163. Il fenomeno ha la capacità di influire sulla sicurezza dei voli a livello globale, ma poiché il lavoro svolto nella cabina di pilotaggio dipende notevolmente dalla capacità di controllare il lavoro di un altro e viceversa, il pericolo è più evidente negli individui allevati in culture che portano distanza tra superiori e subordinati. Nel 1982, il programma di attualità britannico World in Action ha trasmesso un episodio intitolato "Il mistero del volo 163". Questo ha documentato l'incidente ed è stato successivamente utilizzato per addestrare i piloti al valore della gestione delle risorse dell'equipaggio.